# Gamma Trianguli
Gamma Trianguli (γ Tri, γ Trianguli) é a terceira estrela mais brilhante da constelação de Triangulum. Está localizada a aproximadamente 112 anos-luz da Terra. Tem uma magnitude aparente de +4,01 e forma uma estrela tripla óptica (coincidência na linha de visão) com Delta Trianguli e 7 Trianguli.
Gamma Trianguli tem um tipo espectral de A1Vnn, o que indica que é uma estrela branca da sequência principal. A temperatura efetiva na sua fotosfera é de 9,440 K. Possui uma rotação rápida, com uma velocidade de 254 km/s no equador, o que faz a estrelas obter a forma de um esferoide oblato como Altair. Como a inclinação axial da estrela é desconhecida, sua velocidade equatorial é no mínimo esse valor e possivelmente maior. Por comparação, o Sol possui uma rotação lenta com uma velocidade equatorial de 2 km/s. O Efeito Doppler da rápida rotação resulta em linhas de absorção difusas no espectro, como indicado pelo 'nn' na classificação.
Existe um disco de poeira orbitando a estrela, com uma massa combinada de cerca de 2,9 × 10–2 vezes a massa da Terra. Esse disco pode ser detectado porque ele é aquecido a uma temperatura de cerca de 75 K por Gamma Trianguli e está radiando isso como energia infravermelha. Ele está separado da estrela por 2,24 segundos de arco, correspondendo a 80 UA, ou 80 vezes a distância entre a Terra e o Sol.